# Puchar Świata w biegach narciarskich 2021/2022
Sezon 2021/2022 Pucharu Świata w biegach narciarskich rozpoczął się 26 listopada 2021 w fińskim ośrodku narciarskim Ruka nieopodal miejscowości Kuusamo, a zakończył się 13 marca 2022 roku w Szwedzkim Falun. Pierwotnie finał miał zostać rozegrany w Rosyjskim Tiumenie jednak z powodu inwazji Rosji na Ukrainę zawody zostały odwołane.
Obrończynią Pucharu Świata wśród kobiet była Amerykanka Jessica Diggins, a wśród mężczyzn Rosjanin Aleksandr Bolszunow.
Najważniejszą imprezą sezonu były zimowe igrzyska olimpijskie w Pekinie, rozegrane w dniach 4 – 20 lutego 2022 roku.
W związku z inwazją Rosji na Ukrainę przed zawodami w Drammen do końca sezonu wykluczeni z rywalizacji w Pucharze Świata zostali reprezentacji Rosji i Białorusi.

## Kalendarz i wyniki

### Kobiety
| Lp.                                                           | Miejscowość                                 | Dystans                                     | Data                                        | Szczegóły                          | 1. miejsce                                                                            | 2. miejsce                                                                         | 3. miejsce                                                                          |
| ------------------------------------------------------------- | ------------------------------------------- | ------------------------------------------- | ------------------------------------------- | ---------------------------------- | ------------------------------------------------------------------------------------- | ---------------------------------------------------------------------------------- | ----------------------------------------------------------------------------------- |
| 1.                                                            | Ruka                                        | Sprint s. klasycznym                        | 26 listopada 2021                           | szczegóły                          | Maja Dahlqvist                                                                        | Johanna Hagström                                                                   | Maiken Caspersen Falla                                                              |
| 2.                                                            | Ruka                                        | 10 km s. klasycznym                         | 27 listopada 2021                           | szczegóły                          | Frida Karlsson                                                                        | Therese Johaug                                                                     | Katharina Hennig                                                                    |
| 3.                                                            | Ruka                                        | 10 km s. dowolnym (bieg pościgowy)          | 28 listopada 2021                           | szczegóły                          | Therese Johaug                                                                        | Frida Karlsson                                                                     | Heidi Weng                                                                          |
| 4.                                                            | Lillehammer                                 | Sprint s. dowolnym                          | 3 grudnia 2021                              | szczegóły                          | Maja Dahlqvist                                                                        | Jessica Diggins                                                                    | Tiril Udnes Weng                                                                    |
| 5.                                                            | Lillehammer                                 | 15 km (bieg łączony) 10 km s. dowolnym      | 4 grudnia 2021                              | szczegóły                          | Frida Karlsson                                                                        | Therese Johaug                                                                     | Rosie Brennan                                                                       |
| 6.                                                            | Lillehammer                                 | Sztafeta 4 × 5 km                           | 5 grudnia 2021                              | szczegóły                          | Rosja I Julija Stupak · Natalja Niepriajewa · Tatjana Sorina · Wieronika Stiepanowa   | Szwecja I Emma Ribom · Frida Karlsson · Ebba Andersson · Moa Olsson                | Norwegia I Tiril Udnes Weng · Heidi Weng · Therese Johaug · Helene Marie Fossesholm |
| 7.                                                            | Davos                                       | Sprint s. dowolnym                          | 11 grudnia 2021                             | szczegóły                          | Maja Dahlqvist                                                                        | Nadine Fähndrich                                                                   | Anamarija Lampič                                                                    |
| 8.                                                            | Davos                                       | 10 km s. dowolnym                           | 12 grudnia 2021                             | szczegóły                          | Therese Johaug                                                                        | Jessica Diggins                                                                    | Frida Karlsson                                                                      |
| 9.                                                            | Drezno                                      | Sprint s. dowolnym                          | 18 grudnia 2021                             | szczegóły                          | Maja Dahlqvist                                                                        | Jonna Sundling                                                                     | Anamarija Lampič                                                                    |
| 10.                                                           | Drezno                                      | Sprint drużynowy s. dowolnym                | 19 grudnia 2021                             | szczegóły                          | Szwecja I Jonna Sundling · Maja Dahlqvist                                             | Stany Zjednoczone I Jessica Diggins · Julia Kern                                   | Słowenia I Eva Urevc · Anamarija Lampič                                             |
| Tour de Ski (28 grudnia 2021–4 stycznia 2022)                 |                                             |                                             |                                             |                                    |                                                                                       |                                                                                    |                                                                                     |
|                                                               | Lenzerheide                                 | Sprint s. dowolnym                          | 28 grudnia 2021                             | szczegóły                          | Jessica Diggins                                                                       | Mathilde Myhrvold                                                                  | Anamarija Lampič                                                                    |
|                                                               | Lenzerheide                                 | 10 km s. klasycznym                         | 29 grudnia 2021                             | szczegóły                          | Kerttu Niskanen                                                                       | Ebba Andersson                                                                     | Natalja Niepriajewa                                                                 |
|                                                               | Oberstdorf                                  | 10 km s. dowolnym (start masowy)            | 31 grudnia 2021                             | szczegóły                          | Jessica Diggins                                                                       | Frida Karlsson                                                                     | Tatjana Sorina                                                                      |
|                                                               | Oberstdorf                                  | Sprint s. klasycznym                        | 1 stycznia 2022                             | szczegóły                          | Natalja Niepriajewa                                                                   | Johanna Hagström                                                                   | Johanna Matintalo                                                                   |
|                                                               | Val di Fiemme                               | 10 km s. klasycznym (start masowy)          | 3 stycznia 2022                             | szczegóły                          | Natalja Niepriajewa                                                                   | Heidi Weng                                                                         | Krista Pärmäkoski                                                                   |
|                                                               | Val di Fiemme                               | 10 km s. dowolnym (start masowy)            | 4 stycznia 2022                             | szczegóły                          | Heidi Weng                                                                            | Ebba Andersson                                                                     | Delphine Claudel                                                                    |
| 11.                                                           | Tour de Ski – klasyfikacja końcowa          | Tour de Ski – klasyfikacja końcowa          | Tour de Ski – klasyfikacja końcowa          | Tour de Ski – klasyfikacja końcowa | Natalja Niepriajewa                                                                   | Ebba Andersson                                                                     | Heidi Weng                                                                          |
| 12.                                                           | Les Rousses                                 | Sprint s. dowolnym                          | 14 stycznia 2022                            | szczegóły                          | Odwołano                                                                              | Odwołano                                                                           | Odwołano                                                                            |
| 13.                                                           | Les Rousses                                 | 10 km s. dowolnym                           | 15 stycznia 2022                            | szczegóły                          | Odwołano                                                                              | Odwołano                                                                           | Odwołano                                                                            |
| 14.                                                           | Les Rousses                                 | 10 km s. klasycznym (bieg pościgowy)        | 16 stycznia 2022                            | szczegóły                          | Odwołano                                                                              | Odwołano                                                                           | Odwołano                                                                            |
| 15.                                                           | Planica                                     | Sprint s. klasycznym                        | 22 stycznia 2022                            | szczegóły                          | Odwołano                                                                              | Odwołano                                                                           | Odwołano                                                                            |
| 16.                                                           | Planica                                     | 15 km (bieg łączony)                        | 23 stycznia 2022                            | szczegóły                          | Odwołano                                                                              | Odwołano                                                                           | Odwołano                                                                            |
| Zimowe Igrzyska Olimpijskie 2022 w Pekin (4 – 20 lutego 2022) |                                             |                                             |                                             |                                    |                                                                                       |                                                                                    |                                                                                     |
| 17.                                                           | Lahti                                       | Sprint s. dowolnym                          | 26 lutego 2022                              | szczegóły                          | Jonna Sundling                                                                        | Emma Ribom                                                                         | Maja Dahlqvist                                                                      |
| 18.                                                           | Lahti                                       | 10 km s. klasycznym                         | 27 lutego 2022                              | szczegóły                          | Therese Johaug                                                                        | Natalja Niepriajewa                                                                | Krista Pärmäkoski                                                                   |
| 19.                                                           | Drammen                                     | Sprint s. klasycznym                        | 3 marca 2022                                | szczegóły                          | Maiken Caspersen Falla                                                                | Jonna Sundling                                                                     | Anamarija Lampič                                                                    |
| 20.                                                           | Oslo                                        | 30 km s. klasycznym (start masowy)          | 5 marca 2022                                | szczegóły                          | Therese Johaug                                                                        | Krista Pärmäkoski                                                                  | Jonna Sundling                                                                      |
| 21.                                                           | Falun                                       | Sprint s. klasycznym                        | 11 marca 2022                               | szczegóły                          | Jonna Sundling                                                                        | Anamarija Lampič                                                                   | Maja Dahlqvist                                                                      |
| 22.                                                           | Falun                                       | 10 km s. dowolnym                           | 12 marca 2022                               | szczegóły                          | Therese Johaug                                                                        | Jonna Sundling                                                                     | Jessica Diggins                                                                     |
| 23.                                                           | Falun                                       | Sztafeta mieszana 4 × 5 km s. dowolnym      | 13 marca 2022                               | szczegóły                          | Stany Zjednoczone I Rosie Brennan · Zak Ketterson · Scott Patterson · Jessica Diggins | Finlandia I Kerttu Niskanen · Perttu Hyvärinen · Iivo Niskanen · Krista Pärmäkoski | Norwegia I Heidi Weng · Hans Christer Holund · Didrik Tønseth · Therese Johaug      |
| 24.                                                           | Falun                                       | Sprint drużynowy mieszany s. dowolnym       | 13 marca 2022                               | szczegóły                          | Szwecja I Jonna Sundling · Calle Halfvarsson                                          | Norwegia II Tiril Udnes Weng · Martin Løwstrøm Nyenget                             | Norwegia I Lotta Udnes Weng · Harald Østberg Amundsen                               |
| Finał Pucharu Świata (18 – 20 marca 2022)                     |                                             |                                             |                                             |                                    |                                                                                       |                                                                                    |                                                                                     |
|                                                               | Tiumeń                                      | Sprint s. dowolnym                          | 18 marca 2022                               | szczegóły                          | Odwołano                                                                              | Odwołano                                                                           | Odwołano                                                                            |
|                                                               | Tiumeń                                      | 10 km s. dowolnym (start masowy)            | 19 marca 2022                               | szczegóły                          | Odwołano                                                                              | Odwołano                                                                           | Odwołano                                                                            |
|                                                               | Tiumeń                                      | 10 km s. klasycznym (bieg pościgowy)        | 20 marca 2022                               | szczegóły                          | Odwołano                                                                              | Odwołano                                                                           | Odwołano                                                                            |
| 25.                                                           | Finał Pucharu Świata – klasyfikacja końcowa | Finał Pucharu Świata – klasyfikacja końcowa | Finał Pucharu Świata – klasyfikacja końcowa | szczegóły                          | Odwołano                                                                              | Odwołano                                                                           | Odwołano                                                                            |
| Zakończenie Sezonu 2021/2022                                  |                                             |                                             |                                             |                                    |                                                                                       |                                                                                    |                                                                                     |

### Mężczyźni
| Lp.                                                           | Miejscowość                                 | Dystans                                     | Data                                        | Szczegóły                          | 1. miejsce                                                                            | 2. miejsce                                                                         | 3. miejsce                                                                                         |
| ------------------------------------------------------------- | ------------------------------------------- | ------------------------------------------- | ------------------------------------------- | ---------------------------------- | ------------------------------------------------------------------------------------- | ---------------------------------------------------------------------------------- | -------------------------------------------------------------------------------------------------- |
| 1.                                                            | Ruka                                        | Sprint s. klasycznym                        | 26 listopada 2021                           | szczegóły                          | Aleksandr Tierientjew                                                                 | Johannes Høsflot Klæbo                                                             | Erik Valnes                                                                                        |
| 2.                                                            | Ruka                                        | 15 km s. klasycznym                         | 27 listopada 2021                           | szczegóły                          | Iivo Niskanen                                                                         | Aleksiej Czerwotkin                                                                | Aleksandr Bolszunow                                                                                |
| 3.                                                            | Ruka                                        | 15 km s. dowolnym (bieg pościgowy)          | 28 listopada 2021                           | szczegóły                          | Aleksandr Bolszunow                                                                   | Siergiej Ustiugow                                                                  | Artiom Malcew                                                                                      |
| 4.                                                            | Lillehammer                                 | Sprint s. dowolnym                          | 3 grudnia 2021                              | szczegóły                          | Johannes Høsflot Klæbo                                                                | Thomas Helland Larsen                                                              | Richard Jouve                                                                                      |
| 5.                                                            | Lillehammer                                 | 30 km (bieg łączony) 15 km s. dowolnym      | 4 grudnia 2021                              | szczegóły                          | Simen Hegstad Krüger                                                                  | Hans Christer Holund                                                               | Martin Løwstrøm Nyenget                                                                            |
| 6.                                                            | Lillehammer                                 | Sztafeta 4 × 7,5 km                         | 5 grudnia 2021                              | szczegóły                          | Norwegia I Erik Valnes · Emil Iversen · Simen Hegstad Krüger · Johannes Høsflot Klæbo | Rosja II Aleksandr Tierientjew · Ilja Siemikow · Artiom Malcew · Siergiej Ustiugow | Norwegia II Pål Golberg · Martin Løwstrøm Nyenget · Hans Christer Holund · Harald Østberg Amundsen |
| 7.                                                            | Davos                                       | Sprint s. dowolnym                          | 11 grudnia 2021                             | szczegóły                          | Johannes Høsflot Klæbo                                                                | Siergiej Ustiugow                                                                  | Richard Jouve                                                                                      |
| 8.                                                            | Davos                                       | 15 km s. dowolnym                           | 12 grudnia 2021                             | szczegóły                          | Simen Hegstad Krüger                                                                  | Johannes Høsflot Klæbo                                                             | Siergiej Ustiugow                                                                                  |
| 9.                                                            | Drezno                                      | Sprint s. dowolnym                          | 18 grudnia 2021                             | szczegóły                          | Håvard Solås Taugbøl                                                                  | Federico Pellegrino                                                                | Lucas Chanavat                                                                                     |
| 10.                                                           | Drezno                                      | Sprint drużynowy s. dowolnym                | 19 grudnia 2021                             | szczegóły                          | Norwegia II Thomas Helland Larsen · Even Northug                                      | Norwegia I Sindre Bjørnestad Skar · Håvard Solås Taugbøl                           | Rosja I Aleksandr Bolszunow · Gleb Rietiwych                                                       |
| Tour de Ski (28 grudnia 2021–4 stycznia 2022)                 |                                             |                                             |                                             |                                    |                                                                                       |                                                                                    | |
|                                                               | Lenzerheide                                 | Sprint s. dowolnym                          | 28 grudnia 2021                             | szczegóły                          | Johannes Høsflot Klæbo                                                                | Richard Jouve                                                                      | Lucas Chanavat                                                                                     |
|                                                               | Lenzerheide                                 | 15 km s. klasycznym                         | 29 grudnia 2021                             | szczegóły                          | Iivo Niskanen                                                                         | Aleksandr Bolszunow                                                                | Pål Golberg                                                                                        |
|                                                               | Oberstdorf                                  | 15 km s. dowolnym (start masowy)            | 31 grudnia 2021                             | szczegóły                          | Johannes Høsflot Klæbo                                                                | Aleksandr Bolszunow                                                                | Sjur Røthe                                                                                         |
|                                                               | Oberstdorf                                  | Sprint s. klasycznym                        | 1 stycznia 2022                             | szczegóły                          | Johannes Høsflot Klæbo                                                                | Erik Valnes                                                                        | Pål Golberg                                                                                        |
|                                                               | Val di Fiemme                               | 15 km s. klasycznym (start masowy)          | 3 stycznia 2022                             | szczegóły                          | Johannes Høsflot Klæbo                                                                | Iivo Niskanen                                                                      | Aleksiej Czerwotkin                                                                                |
|                                                               | Val di Fiemme                               | 10 km s. dowolnym (start masowy)            | 4 stycznia 2022                             | szczegóły                          | Sjur Røthe                                                                            | Dienis Spicow                                                                      | Friedrich Moch                                                                                     |
| 11.                                                           | Tour de Ski – klasyfikacja końcowa          | Tour de Ski – klasyfikacja końcowa          | Tour de Ski – klasyfikacja końcowa          | Tour de Ski – klasyfikacja końcowa | Johannes Høsflot Klæbo                                                                | Aleksandr Bolszunow                                                                | Iivo Niskanen                                                                                      |
| 12.                                                           | Les Rousses                                 | Sprint s. dowolnym                          | 14 stycznia 2022                            | szczegóły                          | Odwołano                                                                              | Odwołano                                                                           | Odwołano                                                                                           |
| 13.                                                           | Les Rousses                                 | 15 km s. dowolnym                           | 15 stycznia 2022                            | szczegóły                          | Odwołano                                                                              | Odwołano                                                                           | Odwołano                                                                                           |
| 14.                                                           | Les Rousses                                 | 15 km s. klasycznym (bieg pościgowy)        | 16 stycznia 2022                            | szczegóły                          | Odwołano                                                                              | Odwołano                                                                           | Odwołano                                                                                           |
| 15.                                                           | Planica                                     | Sprint s. klasycznym                        | 22 stycznia 2022                            | szczegóły                          | Odwołano                                                                              | Odwołano                                                                           | Odwołano                                                                                           |
| 16.                                                           | Planica                                     | 30 km (bieg łączony)                        | 23 stycznia 2022                            | szczegóły                          | Odwołano                                                                              | Odwołano                                                                           | Odwołano                                                                                           |
| Zimowe Igrzyska Olimpijskie 2022 w Pekin (4 – 20 lutego 2022) |                                             |                                             |                                             |                                    |                                                                                       |                                                                                    | |
| 17.                                                           | Lahti                                       | Sprint s. dowolnym                          | 26 lutego 2022                              | szczegóły                          | Johannes Høsflot Klæbo                                                                | Lucas Chanavat                                                                     | Sindre Bjørnestad Skar                                                                             |
| 18.                                                           | Lahti                                       | 15 km s. klasycznym                         | 27 lutego 2022                              | szczegóły                          | Iivo Niskanen                                                                         | Johannes Høsflot Klæbo                                                             | William Poromaa                                                                                    |
| 19.                                                           | Drammen                                     | Sprint s. klasycznym                        | 3 marca 2022                                | szczegóły                          | Richard Jouve                                                                         | Wang Qiang                                                                         | Lucas Chanavat                                                                                     |
| 20.                                                           | Oslo                                        | 50 km s. klasycznym (start masowy)          | 6 marca 2022                                | szczegóły                          | Martin Løwstrøm Nyenget                                                               | Sjur Røthe                                                                         | Didrik Tønseth                                                                                     |
| 21.                                                           | Falun                                       | Sprint s. klasycznym                        | 11 marca 2022                               | szczegóły                          | Richard Jouve                                                                         | Joni Mäki                                                                          | Lucas Chanavat                                                                                     |
| 22.                                                           | Falun                                       | 15 km s. dowolnym                           | 12 marca 2022                               | szczegóły                          | Didrik Tønseth                                                                        | Calle Halfvarsson                                                                  | Harald Østberg Amundsen                                                                            |
| 23.                                                           | Falun                                       | Sztafeta mieszana 4 × 5 km s. dowolnym      | 13 marca 2022                               | szczegóły                          | Stany Zjednoczone I Rosie Brennan · Zak Ketterson · Scott Patterson · Jessica Diggins | Finlandia I Kerttu Niskanen · Perttu Hyvärinen · Iivo Niskanen · Krista Pärmäkoski | Norwegia I Heidi Weng · Hans Christer Holund · Didrik Tønseth · Therese Johaug                     |
| 24.                                                           | Falun                                       | Sprint drużynowy mieszany s. dowolnym       | 13 marca 2022                               | szczegóły                          | Szwecja I Jonna Sundling · Calle Halfvarsson                                          | Norwegia II Tiril Udnes Weng · Martin Løwstrøm Nyenget                             | Norwegia I Lotta Udnes Weng · Harald Østberg Amundsen                                              |
| Finał Pucharu Świata (18 – 20 marca 2022)                     |                                             |                                             |                                             |                                    |                                                                                       |                                                                                    | |
|                                                               | Tiumeń                                      | Sprint s. dowolnym                          | 18 marca 2022                               | szczegóły                          | Odwołano                                                                              | Odwołano                                                                           | Odwołano                                                                                           |
|                                                               | Tiumeń                                      | 15 km s. dowolnym (start masowy)            | 19 marca 2022                               | szczegóły                          | Odwołano                                                                              | Odwołano                                                                           | Odwołano                                                                                           |
|                                                               | Tiumeń                                      | 15 km s. klasycznym (bieg pościgowy)        | 20 marca 2022                               | szczegóły                          | Odwołano                                                                              | Odwołano                                                                           | Odwołano                                                                                           |
| 25.                                                           | Finał Pucharu Świata – klasyfikacja końcowa | Finał Pucharu Świata – klasyfikacja końcowa | Finał Pucharu Świata – klasyfikacja końcowa | szczegóły                          | Odwołano                                                                              | Odwołano                                                                           | Odwołano                                                                                           |
| Zakończenie Sezonu 2021/2022                                  |                                             |                                             |                                             |                                    |                                                                                       |                                                                                    | |

## Klasyfikacje

### Kobiety
| Lp.  | Zawodniczka         | Punkty |
| ---- | ------------------- | ------ |
| 1.   | Natalja Niepriajewa | 973    |
| 2.   | Jessica Diggins     | 793    |
| 3.   | Ebba Andersson      | 772    |
| 4.   | Krista Pärmäkoski   | 763    |
| 5.   | Therese Johaug      | 735    |
| 6.   | Heidi Weng          | 704    |
| 7.   | Kerttu Niskanen     | 695    |
| 8.   | Anamarija Lampič    | 683    |
| 9.   | Jonna Sundling      | 649    |
| 10.  | Maja Dahlqvist      | 645    |
| ...  |                     |        |
| 88.  | Izabela Marcisz     | 15     |
| 117. | Monika Skinder      | 2      |

| Lp. | Zawodniczka         | Punkty |
| --- | ------------------- | ------ |
| 1.  | Therese Johaug      | 735    |
| 2.  | Frida Karlsson      | 480    |
| 3.  | Krista Pärmäkoski   | 475    |
| 4.  | Ebba Andersson      | 452    |
| 5.  | Heidi Weng          | 424    |
| 6.  | Kerttu Niskanen     | 417    |
| 7.  | Katharina Hennig    | 376    |
| 8.  | Natalja Niepriajewa | 365    |
| 9.  | Jessica Diggins     | 314    |
| 10. | Rosie Brennan       | 311    |
| ... |                     |        |
| 87. | Izabela Marcisz     | 2      |

| Lp. | Zawodniczka            | Punkty |
| --- | ---------------------- | ------ |
| 1.  | Maja Dahlqvist         | 638    |
| 2.  | Anamarija Lampič       | 506    |
| 3.  | Jonna Sundling         | 442    |
| 4.  | Jessica Diggins        | 351    |
| 5.  | Nadine Fähndrich       | 329    |
| 6.  | Johanna Hagström       | 322    |
| 7.  | Maiken Caspersen Falla | 236    |
| 8.  | Julia Kern             | 235    |
| 9.  | Mathilde Myhrvold      | 229    |
| 10. | Natalja Niepriajewa    | 208    |
| ... |                        |        |
| 58. | Izabela Marcisz        | 13     |
| 76. | Monika Skinder         | 2      |

### Mężczyźni
| Lp.  | Zawodnik                | Punkty |
| ---- | ----------------------- | ------ |
| 1.   | Johannes Høsflot Klæbo  | 1375   |
| 2.   | Aleksandr Bolszunow     | 878    |
| 3.   | Iivo Niskanen           | 744    |
| 4.   | Richard Jouve           | 614    |
| 5.   | Erik Valnes             | 559    |
| 6.   | Didrik Tønseth          | 527    |
| 7.   | Martin Løwstrøm Nyenget | 501    |
| 8.   | Harald Østberg Amundsen | 493    |
| 9.   | Pål Golberg             | 489    |
| 10.  | Lucas Chanavat          | 461    |
| ...  |                         |        |
| 69.  | Maciej Staręga          | 54     |
| 87.  | Dominik Bury            | 29     |
| 106. | Kamil Bury              | 18     |

| Lp. | Zawodnik                | Punkty |
| --- | ----------------------- | ------ |
| 1.  | Iivo Niskanen           | 493    |
| 2.  | Aleksandr Bolszunow     | 418    |
| 3.  | Johannes Høsflot Klæbo  | 413    |
| 4.  | Martin Løwstrøm Nyenget | 399    |
| 5.  | Didrik Tønseth          | 383    |
| 6.  | Sjur Røthe              | 316    |
| 7.  | Aleksiej Czerwotkin     | 307    |
| 8.  | Simen Hegstad Krüger    | 304    |
| 9.  | Harald Østberg Amundsen | 300    |
| 10. | Hans Christer Holund    | 291    |
| ... |                         |        |
| 57. | Dominik Bury            | 19     |

| Lp. | Zawodnik               | Punkty |
| --- | ---------------------- | ------ |
| 1.  | Richard Jouve          | 568    |
| 2.  | Johannes Høsflot Klæbo | 562    |
| 3.  | Lucas Chanavat         | 461    |
| 4.  | Federico Pellegrino    | 330    |
| 5.  | Håvard Solås Taugbøl   | 324    |
| 6.  | Aleksandr Tierientjew  | 292    |
| 7.  | Erik Valnes            | 270    |
| 8.  | Even Northug           | 251    |
| 9.  | Gleb Rietiwych         | 212    |
| 10. | Joni Mäki              | 197    |
| ... |                        |        |
| 34. | Maciej Staręga         | 54     |
| 62. | Kamil Bury             | 18     |

### Puchar Narodów
| Lp. | Państwo           | Punkty |
| --- | ----------------- | ------ |
| 1.  | Norwegia          | 8207   |
| 2.  | Szwecja           | 5436   |
| 3.  | Rosja             | 4861   |
| 4.  | Finlandia         | 4214   |
| 5.  | Stany Zjednoczone | 2874   |
| 6.  | Francja           | 2566   |
| 7.  | Niemcy            | 2449   |
| 8.  | Włochy            | 1901   |
| 9.  | Szwajcaria        | 1737   |
| 10. | Słowenia          | 1082   |
| ... |                   |        |
| 17. | Polska            | 238    |

| Lp. | Państwo           | Punkty |
| --- | ----------------- | ------ |
| 1.  | Szwecja           | 3982   |
| 2.  | Norwegia          | 3348   |
| 3.  | Finlandia         | 2441   |
| 4.  | Stany Zjednoczone | 2197   |
| 5.  | Rosja             | 1958   |
| 6.  | Niemcy            | 1551   |
| 7.  | Słowenia          | 959    |
| 8.  | Szwajcaria        | 841    |
| 9.  | Włochy            | 680    |
| 10. | Francja           | 604    |
| ... |                   |        |
| 18. | Polska            | 61     |

| Lp. | Państwo           | Punkty |
| --- | ----------------- | ------ |
| 1.  | Norwegia          | 4859   |
| 2.  | Rosja             | 2903   |
| 3.  | Francja           | 1962   |
| 4.  | Finlandia         | 1773   |
| 5.  | Szwecja           | 1454   |
| 6.  | Włochy            | 1221   |
| 7.  | Niemcy            | 898    |
| 8.  | Szwajcaria        | 896    |
| 9.  | Stany Zjednoczone | 677    |
| 10. | Kanada            | 414    |
| ... |                   |        |
| 13. | Polska            | 177    |

## Wyniki Polaków

### Kobiety
| Zawodniczka       | Ruka 26.11 (SP C) | Ruka 27.11 (10 km C) | Ruka 28.11 (10 km F) | Lillehammer 3.12 (SP F) | Lillehammer 4.12 (10 km F) | Davos 11.12 (SP F) | Davos 12.12 (10 km F) | Drezno 18.12 (SP F) | Lenzerheide 28.12 (SP F) | Lenzerheide 29.12 (10 km C) | Oberstdorf 31.12 (10 km F) | Oberstdorf 1.01 (SP C) | Val di Fiemme 3.01 (10 km C) | Val di Fiemme 4.01 (10 km F) | TdS | Lahti 26.02 (SP F) | Lahti 27.02 (10 km C) | Drammen 3.03 (SP C) | Oslo 5.03 (30 km C) | Falun 11.03 (SP C) | Falun 12.03 (10 km F) |
| Anna Berezecka    | -                 | -                    | -                    | -                       | -                          | -                  | -                     | 71                  | -                        | -                           | -                          | -                      | -                            | -                            | -   | -                  | -                     | -                   | -                   | -                  | -                     |
| Karolina Kaleta   | -                 | -                    | -                    | -                       | -                          | 79                 | 86                    | 70                  | 81                       | 80                          | -                          | -                      | -                            | -                            | -   | -                  | -                     | -                   | -                   | -                  | -                     |
| Weronika Kaleta   | -                 | -                    | -                    | -                       | -                          | 60                 | -                     | 47                  | 64                       | 77                          | -                          | -                      | -                            | -                            | -   | -                  | -                     | -                   | -                   | -                  | -                     |
| Karolina Kukuczka | 70                | 70                   | -                    | -                       | -                          | -                  | -                     | -                   | -                        | -                           | -                          | -                      | -                            | -                            | -   | -                  | -                     | -                   | -                   | -                  | -                     |
| Izabela Marcisz   | -                 | 39                   | 29                   | -                       | -                          | 18                 | 54                    | -                   | -                        | -                           | -                          | -                      | -                            | -                            | -   | -                  | -                     | -                   | dnf                 | -                  | -                     |
| Monika Skinder    | 40                | 34                   | -                    | -                       | -                          | 45                 | -                     | 29                  | -                        | -                           | -                          | -                      | -                            | -                            | -   | -                  | -                     | 43                  | -                   | 50                 | -                     |
| Daria Szkurat     | -                 | -                    | -                    | -                       | -                          | 80                 | 84                    | -                   | -                        | -                           | -                          | -                      | -                            | -                            | -   | -                  | -                     | -                   | -                   | -                  | -                     |

### Mężczyźni
| Zawodnik        | Ruka 26.11 (SP C) | Ruka 27.11 (15 km C) | Ruka 28.11 (15 km F) | Lillehammer 3.12 (SP F) | Lillehammer 4.12 (15 km F) | Davos 11.12 (SP F) | Davos 12.12 (15 km F) | Drezno 18.12 (SP F) | Lenzerheide 28.12 (SP F) | Lenzerheide 29.12 (15 km C) | Oberstdorf 31.12 (15 km F) | Oberstdorf 1.01 (SP C) | Val di Fiemme 3.01 (15 km C) | Val di Fiemme 4.01 (10 km F) | TdS | Lahti 26.02 (SP F) | Lahti 27.02 (15 km C) | Drammen 3.03 (SP C) | Oslo 6.03 (50 km C) | Falun 11.03 (SP C) | Falun 12.03 (15 km F) |
| Kacper Antolec  | -                 | -                    | -                    | -                       | -                          | -                  | 91                    | -                   | -                        | -                           | -                          | -                      | -                            | -                            | -   | -                  | -                     | -                   | -                   | -                  | -                     |
| Dominik Bury    | -                 | 46                   | 28                   | -                       | 60                         | -                  | 26                    | -                   | 77                       | 42                          | 30                         | 44                     | 44                           | 21                           | 31  | -                  | 54                    | -                   | -                   | 38                 | 34                    |
| Kamil Bury      | 42                | -                    | -                    | 51                      | -                          | 57                 | 71                    | 54                  | 36                       | 72                          | 60                         | 24                     | 62                           | dns                          | -   | 52                 | 63                    | 20                  | -                   | 65                 | 66                    |
| Mateusz Haratyk | -                 | 85                   | 61                   | -                       | 72                         | -                  | -                     | -                   | -                        | -                           | -                          | -                      | -                            | -                            | -   | -                  | 64                    | -                   | -                   | 63                 | 70                    |
| Michał Skowron  | -                 | 84                   | 64                   | -                       | 73                         | -                  | -                     | -                   | -                        | -                           | -                          | -                      | -                            | -                            | -   | -                  | -                     | -                   | -                   | -                  | -                     |
| Maciej Staręga  | 54                | -                    | -                    | 25                      | -                          | 20                 | -                     | 35                  | 24                       | 87                          | 76                         | 25                     | -                            | -                            | -   | 11                 | -                     | 33                  | -                   | 45                 | 65                    |